# Stelis tenuissima
Stelis tenuissima är en orkidéart som beskrevs av Rudolf Schlechter. Stelis tenuissima ingår i släktet Stelis och familjen orkidéer. Inga underarter finns listade i Catalogue of Life.